# Таваса
Таваса (груз. თავასა) — село в Грузії.
За даними перепису населення 2014 року в селі проживає 282 осіб.